# Družba Školskih sestara franjevki Krista Kralja
Povijest družbe Školskih sestara franjevki započinje u Grazu u Austriji, sa skupinom učiteljica jedne privatne škole okupljenih oko sestara Antonije i Amalije Lampel. One su bile članice franjevačkog svjetovnog reda, a svojim djelovanjem željele su pomagati najprije onima koji nisu imali mogućnosti školovati se u nekoj ustanovi gdje se skupo plaćala školarina. Budući da su se, potaknute franjevačkim duhom, okrenule prema najpotrebnijima, dobile su poticaj i podršku od strane Crkve za svoje djelovanje. Naime, biskup Sebastian Zängerle, na zahtjev Antonije Lampel, odobrio je život male skupine učiteljica, te im na temelju Pravila III. Reda sv. Franje sastavio pravilo života, tj. Statute za novu Družbu koji su odobreni od pape Grgura XVI. prije nego što je družba i počela živjeti kao redovnička zajednica što je inače bilo neuobičajeno u crkvenoj praksi: najprije se živi po pravilima a tek onda budu potvrđena. Zajednica je započela svoj povijesni hod skromno: iz dobre volje i kršćanskog smisla za rizik u prvom redu. Prvo redovničko oblačenje obavljeno je 24. rujna 1843. u kapeli sestara milosrdnica, jer mlada zajednica nije imala ni svoje kapelice, a prva učiteljica novakinja bila je posuđena iz jedne tirolske zajednice Školskih sestara franjevki.
Družba Školskih sestara franjevki Krista Kralja započela je svoje samostalno djelovanje u Mariboru 13. rujna 1869. godine. Ustanovljenje podružnice Školskih sestara franjevaka u Mariboru bilo je popraćeno raznim poteškoćama jer je trebalo tražiti razna dopuštenja od crkvenih i državnih vlasti te pripraviti sve za dolazak sestara. Velik doprinos dolasku u Maribor dao je papa Pio XI. koji je smatrao da je odgoj mladih pod vodstvom redovnica nužan za Crkvu u Sloveniji te je i mariborskom biskupu Slomšeku preporučio da što prije u svojoj biskupiji osnuje kakav odgojni zavod za mlade koji bi vodile redovnice što je on i pokušao ostvariti. Za dolazak sestara zaslužno je također i Društvo katoličkih gospođa koje se bavilo odgojem mladeži u Mariboru. Ono se obratilo biskupu Stepišniku, Slomšekovom nasljedniku, s molbom da on kao crkvena vlast uputi poziv sestrama u Graz da preuzmu dvije ustanove tog Društva: sirotište i školu ručnih radova. Budući da je državna vlast zatezala s davanjem dopuštenja da se sestre nasele u Mariboru, po savjetu jednog pravnika sastavljen je ugovor u kojem je stajalo da se ne radi o osnivanju nove redovničke kuće i neke nove škole Školskih sestara, nego da sestre preuzimaju vodstvo ustanova Društva katoličkih Gospođa u Mariboru uz godišnju plaću i tako dugo dok obje strane budu sporazumne. Vlast se s time složila i napokon su iz Graza mogli izvijestiti da bi se dolazak sestara mogao očekivati u listopadu 1864. godine. U kronici kuće u Eggenbergu (Graz) opisan je odlazak sestara u Maribor. Zajedno s časnom majkom Katarinom Luegger uputile su se 15. listopada 1864. tri sestre: s. Margareta Pucher, s. Veronika Bauer, s. Salezija Weitzer, a nakon nekoliko tjedana pridružila im se i s. Ksaverija Langus. Tako je konačno započelo djelovanje Školskih sestara III. Reda sv. Franje u Mariboru.
Prvi koraci sestara u Mariboru bili su jako plodni. Broj djece u školama je rastao, zanimanje za moral i katolički odgoj bilo je veoma izraženo te je uskoro trebalo još sestra da bi se mogle pokriti sve potrebe. Budući da zajednica iz Graza nije mogla odvojiti sestre mimo njihovog izričitog pristanka i privole, S. Margareta Pucher, predstojnica sestara u Mariboru, moli od kuće matice u Grazu osamostaljenje kuće u Mariboru jer se nadala da će se sestre koje su iz mariborske biskupije rado odlučiti za novu matičnu kuću. Iako je prvi odgovor na njenu molbu bio negativan, sve se završilo tako da je 5 sestara, koje su se same odlučile za Maribor, otpušteno iz matične kuće u Grazu suglasnošću i odlukom sekavskog biskupa. Tako je nastala jezgra nove družbe u Mariboru. Biskup Stepišnik je 13. rujna 1869. Imenovao s. Margaretu Pucher prvom vrhovnom predstojnicom mariborske zajednice, tj. časnom majkom samostalne Družbe. Ovaj je dan u zajednici zabilježen kao dan početka djelovanja Školskih sestara franjevki Krista Kralja u Mariboru, ali i kao dan početka osnivanja nove Kongregacije.
Na samom početku, novoosnovana zajednica u Maribor djelovala je po Statutima i Konstitucijama Školskih sestara u Grazu. Godine 1922. Sv. Stolica je odobrila Kongregaciji vlastite konstitucije i priznala je redovničkom ustanovom papinskog prava.
Na Vrhovnom kapitulu 1935. g. naslovu je još dodano Krista Kralja. Ovim karizmatskim naslovom Družbe htjelo se razlikovati od drugih franjevačkih družbi, i utvrditi u sestrama svijest da je smisao njihova života, odgoja i rada u naviještanju Kraljevstva Kristova u svijetu.

## Provincije
Nakon što je zajednica očvrsnula i brojčano se povećala sestre iz Maribora odlaze za svojim ljudima na razne strane svijeta. To je dovelo do podjele Družbe na 9 provincija i Rimsku regiju kao zasebnu upravnu jedinicu. Četiri provincije nastaju iste 1922. godine. Nakon njih osnovana je Mostarska provincija Svete Obitelji (1932.); Argentinsko-urugvajska provincija sv. Josipa (1935.); Bosansko-hrvatska provincija Prečistog Srca Marijina (1942.); Austrijsko-koruška provincija Bezgrešnog Srca Marijina (1955.); Paragvajska provincija Uznesenja Marijina (1974.), te Rimska regija (1969.).
Dopuštenjem fra Alojzija Mišića (1859. – 1942., biskup od 1912.) Školske sestre franjevke 17. svibnja 1924. otvorile su svoju podružnicu u Nevesinju.
U Hrvata su organizirane u Bosansko-hrvatsku provinciju Prečista Srca Marijina i Provinciju sv. Obitelji u Hercegovini. U Bosni imaju zajednice u Sarajevu (tri samostana), Bugojnu, Bučićima, Gornjoj Tramošnici, Jajcu, Livnu, Varešu, Fojnici.
Bosansko-hrvatska provincija je nastala u izvanrednim okolnostima, za vrijeme Drugoga svjetskog rata. Školske sestre franjevke iz Maribora 1929. došle su u Bosnu gdje su preuzele kućanstvo u odgojno-obrazovnim ustanovama Franjevačke provincije Bosne Srebrene: Sjemenište u Visokom i Bogosloviju u Sarajevu. Nakon nekoliko godina djelovanja u tim ustanovama sestre su u Varešu 1936. otvorile vlastiti Zavod sv. Ivana Evanđelista, u kojem su započele djelovati prema vlastitoj karizmi - kao školske sestre, učiteljice, u Novom Šeheru 1941. i u Brestovskom 1942. Do 1942. zajednice u Bosni bile su u sastavu Mariborske provincije. Dopuštenjem Kongregacije za ustanove posvećenog života i družbe apostolskog života prot. n. 951. od 29. travnja osnovana je Bosansko-hrvatska provincija sa sjedištem u Jastrebarskom, u Zagrebačkoj nadbiskupiji, a prvom provincijskom predstojnicom imenovana je s. Verena Dijaković. Zbog rata tamo nikada nije smješteno, nego je bilo u franjevačkom samostanu u Visokom (1942. – 1956.), a potom u Virovitici (1956. – 1958.). Od 1958. provincijsko središte je u Sarajevu. Od 2017. novo provincijsko sjedište je u Sarajevu na Bjelavama 85. Od 1942. do 1958. Provincija je živjela i razvijala se pod imenom Hrvatska provincia Prečistog Srca Marijina kada je njezin naziv nadopunjen: Bosansko-hrvatska provincija Prečistog Srca Marijina.  Od 1949. Provincija ima svoj novicijat, najprije u franjevačkom samostanu u Fojnici (do 1951.), potom u vlastitoj kući u Virovitici (1953. – 1957.), a od 1957. nalazi se u Kloštru Ivaniću, Hrvatska. Zbog Domovinskog rata 1992. godine bio je izmješten u Zagreb, Pavlinski prilaz 3, a 1995. vraćen je u Kloštar Ivanić, gdje se i danas nalazi. Sestre djeluju u Bosni, Hrvatskoj, Njemačkoj, Austriji i Africi, u misijama u Ugandi.
Rad sestara u DR Kongu prikazan je u hrvatskome dokumentarnom filmu Školske sestre franjevke u srcu Afrike.
Popis provincija:
- Argentinsko-urugvajska provincija sv. Josipa
- Austrijsko-koruška provincija Bezgrešnog Srca Marijina
- Bosansko-hrvatska provincija Prečista Srca Marijina
- Lemontska provincija Svetog Franje Asiškog
- Mariborska provincija Bezgrešnog začeća
- Mostarska provincija Svete Obitelji
- Paragvajska provincija Uznesenja Marijina
- Rimska regija
- Splitska provincija Presvetog Srca Isusova
- Tršćanska provincija Svetog Petra i Pavla

## Vanjske poveznice
- Školske sestre franjevke Krista Kralja